# Serra del Batlle
La Serra del Batlle és una serra del terme municipal de Tremp, del Pallars Jussà, dins de l'antic terme de Fígols de Tremp. Està situada a la part central de ponent del gran municipi de Tremp, i a la part central-occidental de l'antic terme al qual pertanyia.
La Serra del Batlle separa les valls del barranc dels Cantillons, a ponent, de la del barranc Gros, a llevant i al sud. Es troba a llevant del poble de Castissent.